# Соку, Розита
Розита Соку (греч. Ροζίτα Σώκου; 9 сентября 1923, Афины — 14 декабря 2021, Афина) — греческий журналист, писатель, драматург, переводчик.

## Карьера
Соку была одной из первых женщин-журналистов в Греции и начала свою карьеру кинокритика в 1946 году. Она переехала в Рим после того, как вышла замуж за итальянского журналиста и писателя Манлио Марадеи. Испытывая трудности в попытках найти себя в Италии, она вернулась в Грецию со своей дочерью, чтобы возобновить работу. В 1977—1983 годах Соку стала наиболее популярна благодаря участию в телешоу «Να η Ευκαιρία». В 1992—1993 годах она вела на Новом канале греческого ТВ собственное шоу «Ночные гости». Розита Соку также выполняла переводы многих авторов (Айзек Азимов, Ингмар Бергман, Станислав Лем, Олдос Хаксли). Она увлекалась театром и писала пьесы, адаптации и многое другое. Также Соку — автор ряда книг о кино и культуре Греции, Европы, мира; две книги посвящены её другу Рудольфу Нурееву.
За вклад в журналистику она была награждена Ордена искусств и литературы французского правительства (1986) и премией Фонда Боциса (1988).